# John W. Collins
John William Collins, noto anche come Jack Collins (Newburgh, 23 settembre 1912 – New York, 2 dicembre 2001), è stato uno scacchista statunitense, noto soprattutto come istruttore di scacchi.
Ottenne il titolo di Maestro negli anni '30 e fu il primo editore della rubrica di scacchi per corrispondenza della rivista Chess Review. Rappresentò gli Stati Uniti nel primo campionato del mondo per corrispondenza. Vinse il campionato USA per corrispondenza e rimase per molti anni il numero uno nella lista Elo USA per corrispondenza. Era anche un ottimo giocatore a tavolino e rimase attivo nei tornei fino alla fine degli anni '60.
È molto noto negli Stati Uniti come istruttore di scacchi. È stato istruttore di molti famosi campioni, tra i quali Bobby Fischer, William Lombardy e Robert Byrne.
Collins era paraplegico e usava una sedia a rotelle per muoversi. Era assistito nei suoi spostamenti dalla sorella Ethel Boyd Collins, che era una infermiera diplomata e lo accompagnava ai tornei.